# Lázaros Stálios
Lázaros Stálios (en grec moderne : Λάζαρος Στάλιος), né en 1912 à Xánthi et mort en 1977 à Thessalonique, est un joueur grec de tennis entre 1933 et 1953. Il fut huitième de finaliste à Roland Garros en 1936.

## Biographie
Il est un des rares joueurs grecs à avoir atteint le stade des 1/8 de finale d'un tournoi du Grand Chelem.

## Carrière
- 1936 Roland Garros, 1/8 de finale, exempt de premier tour il bat ensuite Jacques Brugnon et Jacques Lecointre puis perd contre Gottfried von Cramm (6-3, 6-3, 6-2) le futur vainqueur du tournoi. Cette année il participe au tournoi de Wimbledon où il perd au premier tour comme à Roland Garros en 1937

- De 1933 à 1947 il joue 8 rencontres (il gagne uniquement la première rencontre contre la Roumanie) pour l'équipe de Grèce de Coupe Davis, il compte 7 défaites en double et 4 victoires pour 11 défaites en simple.

- Il joue un de ces derniers tournois en 1953 au Liban à Broummana.

## Palmarès

### Finales en simple
- 1937 Athènes, finale, perd contre Kie Kho Sin (6-4 2-2 abandon)
- 1938 Greece Championship - Club d'Athenes Challenge Cup, finale, perd contre Giorgio De Stefani